# Kaki
För andra betydelser, se Kaki (olika betydelser).
Kaki, kinesisk persimon, japansk persimon eller kakiplommon (Diospyros kaki) är ett fruktträd av släktet Diospyros. Ibland kallas arten enbart persimon, men detta namn används även om andra arter i samma släkte; i synnerhet gäller detta arten med det ursprungliga namnet persimon, Diospyros virginiana, som växer i Nordamerika. Frukterna säljs ofta i frukthandeln under namnet sharon.
Kaki är en av de äldsta arterna av odlade fruktträd; i Kina har arten varit i odling i mer än 2000 år. Trädet kan bli upp till 10 meter högt och påminner i form om ett äppelträd. Bladen är mellan- till mörkgröna, lansettformade och lika breda som långa. Trädet står i blom från maj till juni och har skilda han- och honblommor.
Frukten påminner om en tomat med stora foderblad, och är liksom tomaten botaniskt ett bär. Smakmässigt har den en söt fyllig smak. Frukterna skördas när de är hårda och gulorange. Innan de mognar innehåller de mycket garvsyra och ska inte ätas. En mogen kaki är mjuk och det halvt genomskinliga fruktköttet är geléaktigt i konsistensen. En kaki väger runt 100 gram.

## Världsproduktion
| Placering                                       | Land         | Produktion (ton) |
| ----------------------------------------------- | ------------ | ---------------- |
| 1                                               | Kina         | 3 084 458        |
| 2                                               | Spanien      | 492 320          |
| 3                                               | Sydkorea     | 346 679          |
| 4                                               | Japan        | 208 000          |
| 5                                               | Azerbajdzjan | 160 092          |
| 6                                               | Brasilien    | 156 935          |
| 7                                               | Taiwan       | 84 301           |
| 8                                               | Uzbekistan   | 71 214           |
| 9                                               | Italien      | 47 615           |
| 10                                              | Israel       | 28 000           |
| Källa: UN Food & Agriculture Organisation (FAO) |              |                  |